# Raoiella neotericus
Raoiella neotericus är en spindeldjursart som beskrevs av Mohammad Nazeer Chaudhri och Akbar 1985. Raoiella neotericus ingår i släktet Raoiella och familjen Tenuipalpidae. Inga underarter finns listade i Catalogue of Life.